# Príncipe Miwa
Príncipe Miwa (神王, [みわおう] Erro: {{japonês}}: texto da transliteração contém caractere não latino (pos 1) (ajuda), 737 - 806) também era conhecido como Yoshino Daijin, foi um príncipe que viveu no final do Período Nara e início do Período Heian da história do Japão.
Miwa era o filho do Príncipe Enoi e neto do Príncipe Imperial Shiki (sétimo filho do Imperador Tenji ).

## Carreira
Miwa serviu os seguintes imperadores: Imperatriz Shotoku (767 - 770), Imperador Konin (770 - 781), Imperador Kanmu (781 - 806) e Imperador Heizei (806).
Em 767, no reinado da Imperatriz Shotoku, Miwa  entrou na corte imperial com o posto de Ju go i ge (従五位下, Oficial júnior de quinto escalão) e foi promovido em 770 para Ju shi i ge (従四位下, Oficial júnior de quarto escalão) após a ascensão do Imperador Konin. Em 771 foi designado chefe do Ōtoneri-ryō (repartição dos atendentes seniores da direita). Em 774 nomeado Mamoru Mimasaka (governador da província de Mimasaka) e em 776 Shimousa Gonmori (governador da província de Shimousa). Cargo que ocupou até 777 quando foi nomeado Ōkura-shō (Ministro das Finanças). Em 780, é promovido para o posto de Sho san-mi (正三位, Ministro júnior do terceiro escalão) e nomeado Sangi.
Em 784 no reinado de seu primo Imperador Kanmu, Miwa novamente ocupa o cargo de  Ōkura-shō.
Miwa  foi promovido para o posto de ju san mi (従三位, Ministro sênior do terceiro escalão) em 793 , e foi nomeado Chūnagon em 794 e promovido a Dainagon em 796.
Em 798 ele foi promovido a  Udaijin , cargo em que permaneceu até sua morte em 806 durante o reinado do Imperador Heizei.
A Princesa Kyoniwa, saigū (sacerdotisa) do Santuário de Ise era sua filha. 
| Precedido por Fujiwara no Tsuginawa | 21º Udaijin (798 - 806) | Sucedido por Fujiwara no Uchimaro |